# Sql.ru
SQL.ru — російський сайт присвячений клієнт-серверним інформаційним технологіям. На сайті є тематичні блоги, статті та каталог книг. Основний розділ сайту — це його форум.

## Історія сайту
SQL.ru був відкритий в 2000 році як форум для фахівців з баз даних, але незабаром його тематика розширилась до загальнокомп'ютерної. У лютому 2022 року SQL.ru мав низку розвинених тематичних некомп'ютерних розділів. Після початку війни сайт припинив роботу. Про можливість та терміни поновлення роботи немає ніякої інформації (на січень 2023)

## Форум
Форум має підрозділи, присвячені написанню програм на вбудованих мовах програмування СКБД і мовами програмування, призначеними для створення клієнтських частин клієнт-серверних додатків, а також розділи для дискусій про переваги і недоліки різних мов програмування і СКБД. За кількістю повідомлень форум займає четверте місце серед російськомовних інтернет-форумів. У роботі форуму беруть участь як студенти, так і професійні програмісти і керівники підприємств, що випускають комерційне програмне забезпечення.
У розділі форуму, присвяченому СКБД MS SQL, бере участь Олександр Гладченко, головний редактор книги «Microsoft SQL Server. Корисні алгоритми від SQL.RU».
У розділі форуму, присвяченому СКБД Firebird, беруть участь безпосередні розробники цієї СКБД.
У розділі форуму, присвяченому СКБД Oracle, брали участь наступні відомі фахівці:
- Дмитро Калінін (нік Калина [Архівовано 13 січня 2012 у Wayback Machine.]) — один з провідних московських фахівців з Oracle. Після його смерті 07.08.2006[5] у віці 28 років на форумі була створена тема, де дуже багато учасників форуму висловили свої співчуття[6].
- Андрій Кріушин (нік Ааз [Архівовано 1 червня 2013 у Wayback Machine.]) — топ-менеджер компанії РДТЕХ[7][8][9]. Після його смерті у віці 48 років 02.08.2011[10][11] на форумі Oracle була створена тема, в якій багато учасників висловили свої співчуття і сказали багато теплих слів на його адресу[12].
- Валерій Кравчук (спочатку брав участь у форумі, не маючи зареєстрованої облікового запису[13], потім зареєстрував обліковий запис В. К.[14]) — завідувач редакцією перекладу книги Тома Кайта (англ. Thomas Kyte) «Oracle для професіоналів»[15][16].

У розділі форуму, присвяченому Delphi, бере участь Анатолій Петрович Подгорецький, автор перекладу книги «Indy in Depth. Глибини Indy» і Дмитро Ареф'єв — розробник набору компонентів AnyDAC.
Разом з тим культура спілкування багатьох учасників форуму помітно поступається закордонній.